# فرانچسکو میلیوره
فرانچسکو میلیوره (انگلیسی: Francesco Migliore؛ زادهٔ ۱۷ آوریل ۱۹۸۸) بازیکن فوتبال اهل ایتالیا است.
از باشگاه‌هایی که در آن بازی کرده‌است می‌توان به باشگاه فوتبال المپیک لیون، باشگاه فوتبال کروتونه، و باشگاه فوتبال اسپتزیا اشاره کرد.